# Свинка Пеппа
«Свинка Пеппа» (англ. Peppa Pig) — британський дитячий анімаційний серіал, створений режисером та продюсером Естлі Бейкером Девісом. Вперше з'явився на екрані 31 травня 2004 року. Станом на 2023 рік було випущено 8 сезонів серіалу. Транслювався у 180 країнах світу, в тому числі й в Україні. Компанii: Astley Baker Davies, Contender (1), Rubber Duck Entertainment (2), Entertainment one (3-10), the elf Factory (5), gaston's cave (6-10), Nick Jr. (1-4), channel 5 (1-4).

## Сюжет
Персонажі мультфільму наділені рисами як звичайних людей, так і тварин. Вони носять одяг, живуть у будинках, ходять на роботу, у театр, їздять на автомобілі тощо. Діти відзначають дні народження, катаються на ковзанах, граються у парку — одним словом, займаються тим, що й звичайні діти. З іншого боку, персонажам притаманні вчинки тварин — свинки хрюкають та полюбляють поніжитись у болоті, овечки бекають, а кішки нявкають.
Кожна серія Свинки Пеппи має свій сюжет, не пов'язаний з іншими. В основному, в ній висвітлюється певна сімейна дія: діти йдуть в гості та відзначають день народження когось із членів родини; сім'я йде в парк; діти катаються на ковзанах тощо. Зазвичай, кожна серія мультфільму закінчується тим, що всі дружно сміються.
Серіал створений в техніці 2D-анімації в звичному для флеш-анімації вигляді: різнокольорові контури, суцільна заливка та те, що одне око розташоване за межами обличчя.

## Персонажі

### Головні

#### Свинка Пеппа
Дівчинка свинка, старша донька у сім'ї. В серії «Мій день народження» їй виповнюється 5 років. Зазвичай носить сукню червоного кольору. Часто вдає з себе дорослу. Дублює Єлизавета Зіновенко.

#### Джордж
Хлопчик свинка, молодший брат Пеппи. В серії «День народження Джоржа» йому виповнюється 3 роки. Ходить самостійно, майже не говорить, лише іноді вимовляє окремі слова. Дуже любить динозаврів: його улюблена іграшка — маленький зелений динозавр. Полюбляє також гратись з Пеппою, чим інколи їй набридає. На всі запитання оточуючих відповідає лише одним словом: «динозавр». Дублює Лідія Муращенко.

#### Мама свинка
Мама Пеппи і Джорджа. Зазвичай носить сукню помаранчевого кольору. Добра та дбайлива. Коли сім'я їде на автомобілі, Мама свинка майже завжди сидить за кермом. Дублює Ніна Касторф.

#### Тато свин
Тато Пеппи і Джорджа. Носить окуляри та  має борідку. Ходить на роботу. Не любить, коли жартують над його великим животом. Володіє чудовим відчуттям гумору та полюбляє гратись з дітьми. Забудькуватий незграба, який не вміє обходитись з робочими інструментами. Дублює Олег Лепенець.

#### Бабуся та дідусь
Дідусь Свин (дублює Юрій Висоцький) та Бабуся Свинка (дублює Ірина Дорошенко, у деяких серіях Ольга Радчук) — часті гості в сім'ї Пеппи. Дідусь любить що-небудь майструвати, тому завжди допомагає зі справами по господарству.

#### Мадам Газель
Газель, вихователька у дитячому садку, в який ходить свинка Пеппа та її друзі. В свій час також вчила батьків Пеппи. Дублює Ольга Радчук.

## Шмепа, донька нардепа
Наприкінці 2017 року Студія «Квартал 95» у програмі «Київ Вечірній» випустила мультсеріал «Шмепа, донька нардепа», який є прототипом «Свинки Пеппи», проте його цільова аудиторія – люди старше 16 років. У мультисеріалі критикується влада.
Головними героями мультисеріалу також стала сім‘я свиней, де тато свин – народний депутат, що краде гроші з бюджету, займається корупцією, заробляє на чужій праці й має незаслужені грамоти. Жора (прототип Джорджа) вміє говорити лише «тисяча доларів». Шмепа (прототип Пеппи) бере новий урок із кожної серії.